# Mariannenaue
Mariannenaue este o arie protejată (arie specială de conservare — SAC, sit de importanță comunitară — SCI) din Germania întinsă pe o suprafață de 81,8 ha, integral pe uscat.

## Localizare
Centrul sitului Mariannenaue este situat la coordonatele 50°00′38″N 8°04′16″E / 50.0106°N 8.0711°E.

## Înființare
Situl Mariannenaue a fost declarat sit de importanță comunitară în aprilie 1999 pentru a proteja 24 de specii de animale. Situl a fost protejat și ca arie specială de conservare în martie 2008.

## Biodiversitate
Situată în ecoregiunea continentală, aria protejată conține 5 habitate naturale: Lacuri eutrofice naturale cu vegetație de tip Magnopotamion sau Hydrocharition, Râuri cu maluri nămoloase cu vegetație de Chenopodion rubri p.p. și Bidention p.p., Liziere de ierburi înalte hidrofile de câmpie și de nivel montan până la alpin, Păduri aluvionare cu Alnus glutinosa și Fraxinus excelsior (Alno-Padion, Alnion incanae, Salicion albae), Păduri mixte riverane de Quercus robur, Ulmus laevis și Ulmus minor, Fraxinus excelsior sau Fraxinus angustifolia, de-a lungul marilor râuri (Ulmenion minoris).
La baza desemnării sitului se află mai multe specii protejate:
- păsări (23): pescăruș albastru (Alcedo atthis), rață mică (Anas crecca crecca), Anser albifrons albifrons, gâscă cenușie (Anser anser), gâscă de semănătură (Anser fabalis), Ardea cinerea cinerea, ciuf-de-pădure (Asio otus), rață-cu-cap-castaniu (Aythya ferina), rața moțată (Aythya fuligula), porumbel de scorbură (Columba oenas), lebădă de iarnă (Cygnus cygnus), lăstun de casă (Delichon urbicum), frunzăriță galbenă (Hippolais icterina), sfrâncioc roșiatic (Lanius collurio), pescăruș râzător (Larus ridibundus), privighetoare (Luscinia megarhynchos), ferestraș mic (Mergus albellus), Mergus merganser merganser, gaia neagră (Milvus migrans), vultur pescar (Pandion haliaetus), cormoran mare (Phalacrocorax carbo carbo), Podiceps auritus auritus, fluierar de mlaștină (Tringa glareola)
- nevertebrate (1): croitorul mare al stejarului (Cerambyx cerdo)

Pe lângă speciile protejate, pe teritoriul sitului au mai fost identificate 2 specii de păsări, 3 specii de nevertebrate.